# Svarteggad skölding
Svarteggad skölding (Pluteus atromarginatus) är en svampart som först beskrevs av Paul Konrad, och fick sitt nu gällande namn av Robert Kühner 1935. Svarteggad skölding ingår i släktet Pluteus och familjen Pluteaceae.  Arten är reproducerande i Sverige. Inga underarter finns listade i Catalogue of Life.

## Källor

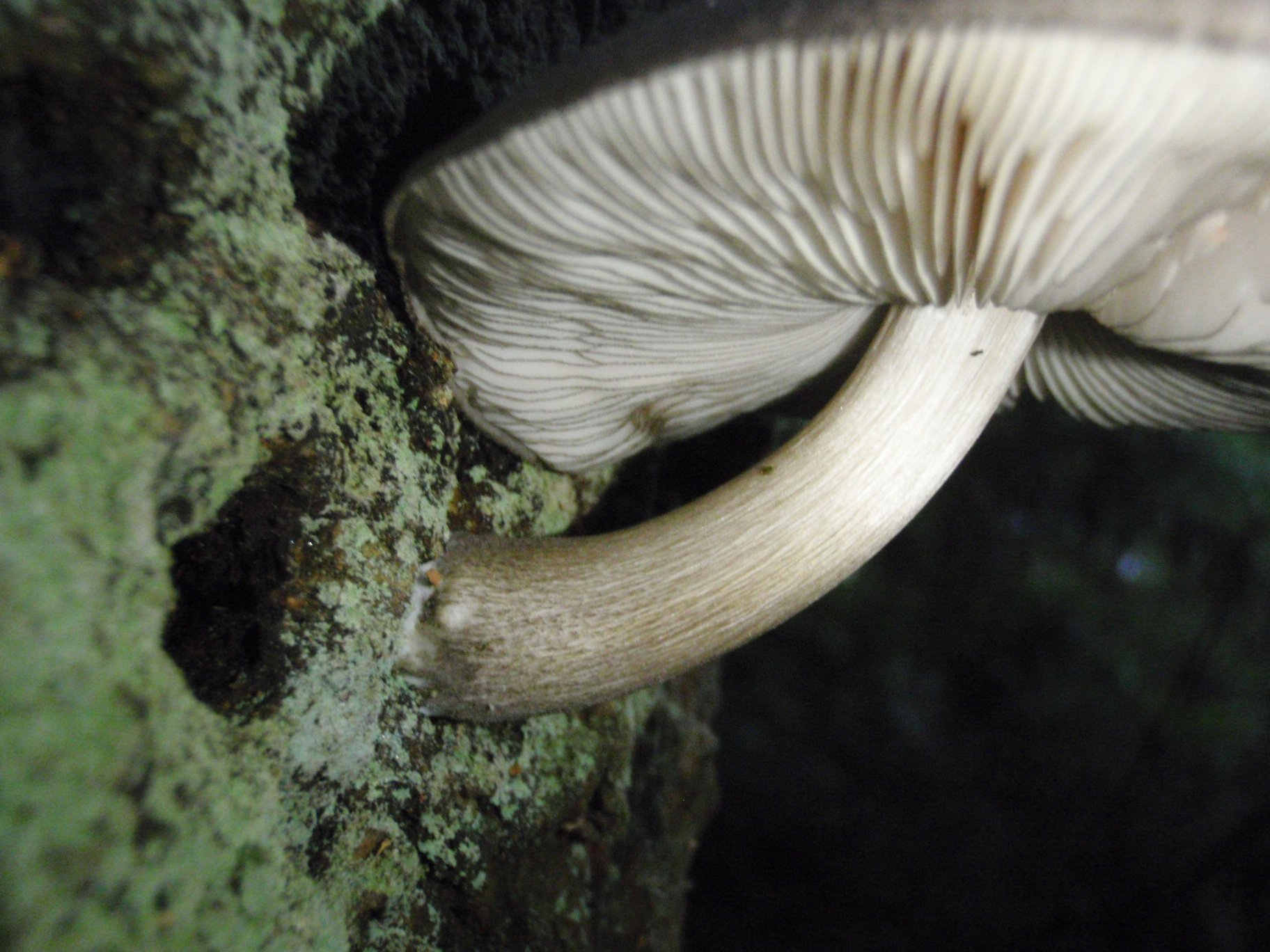
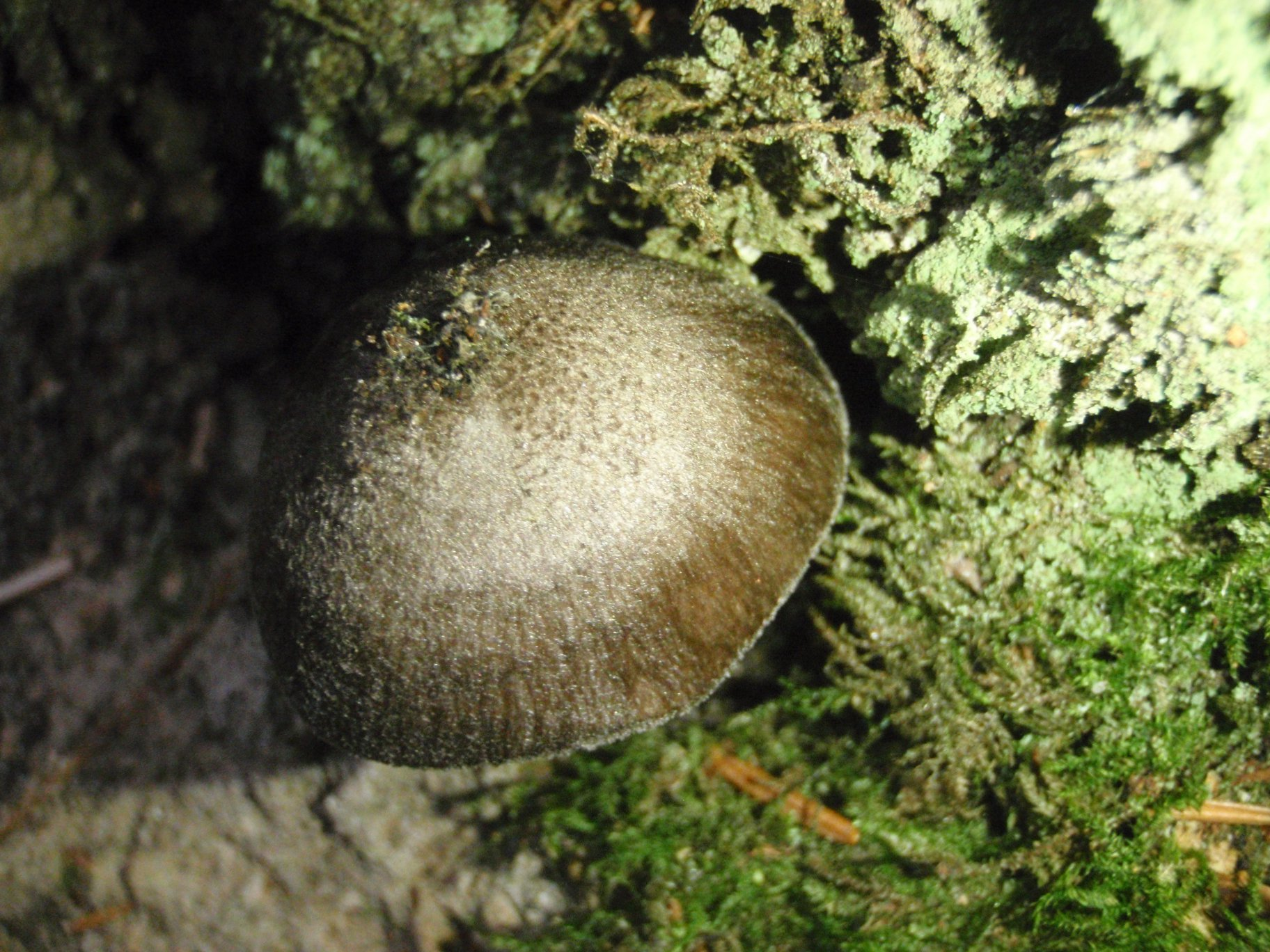
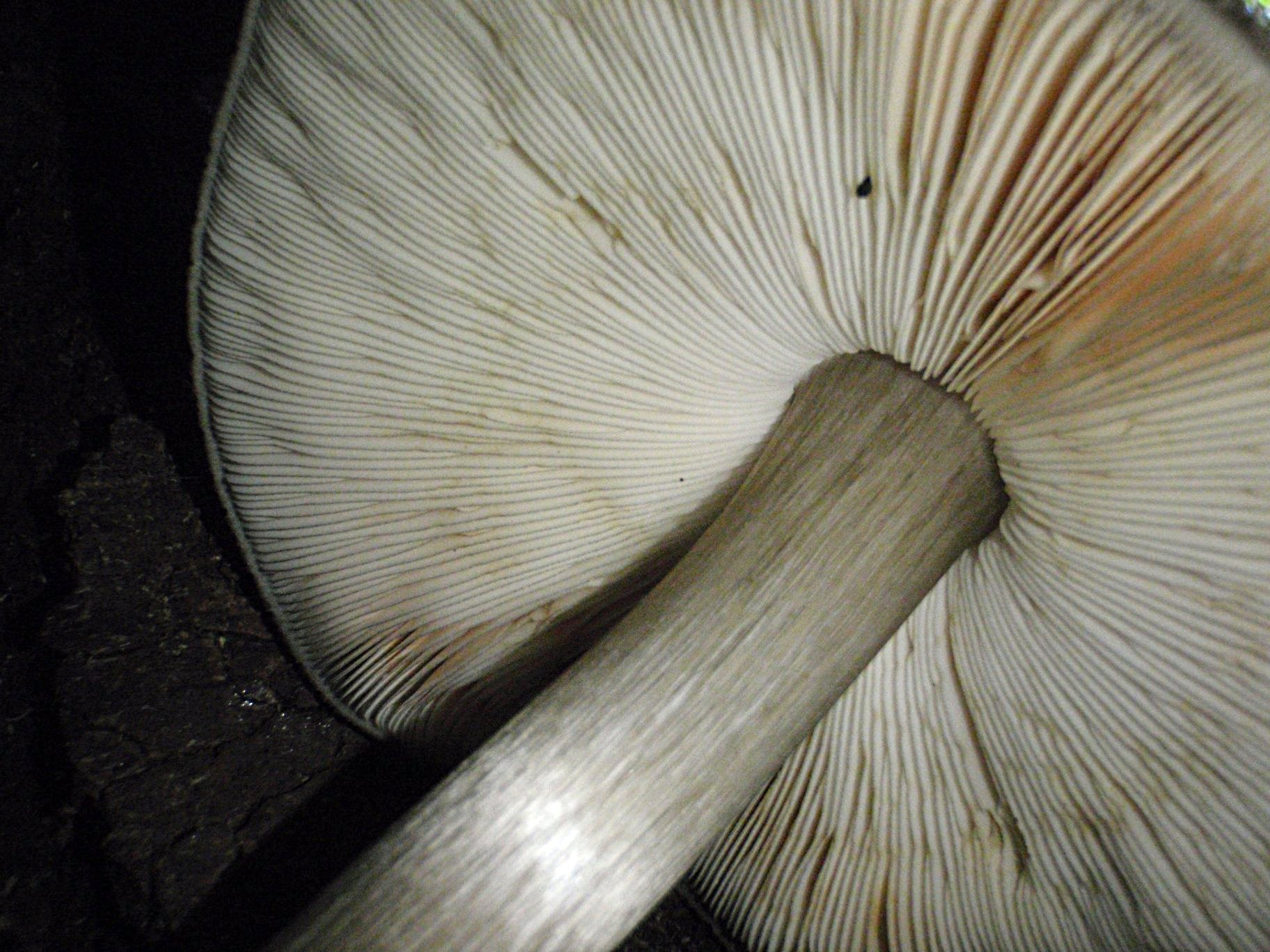
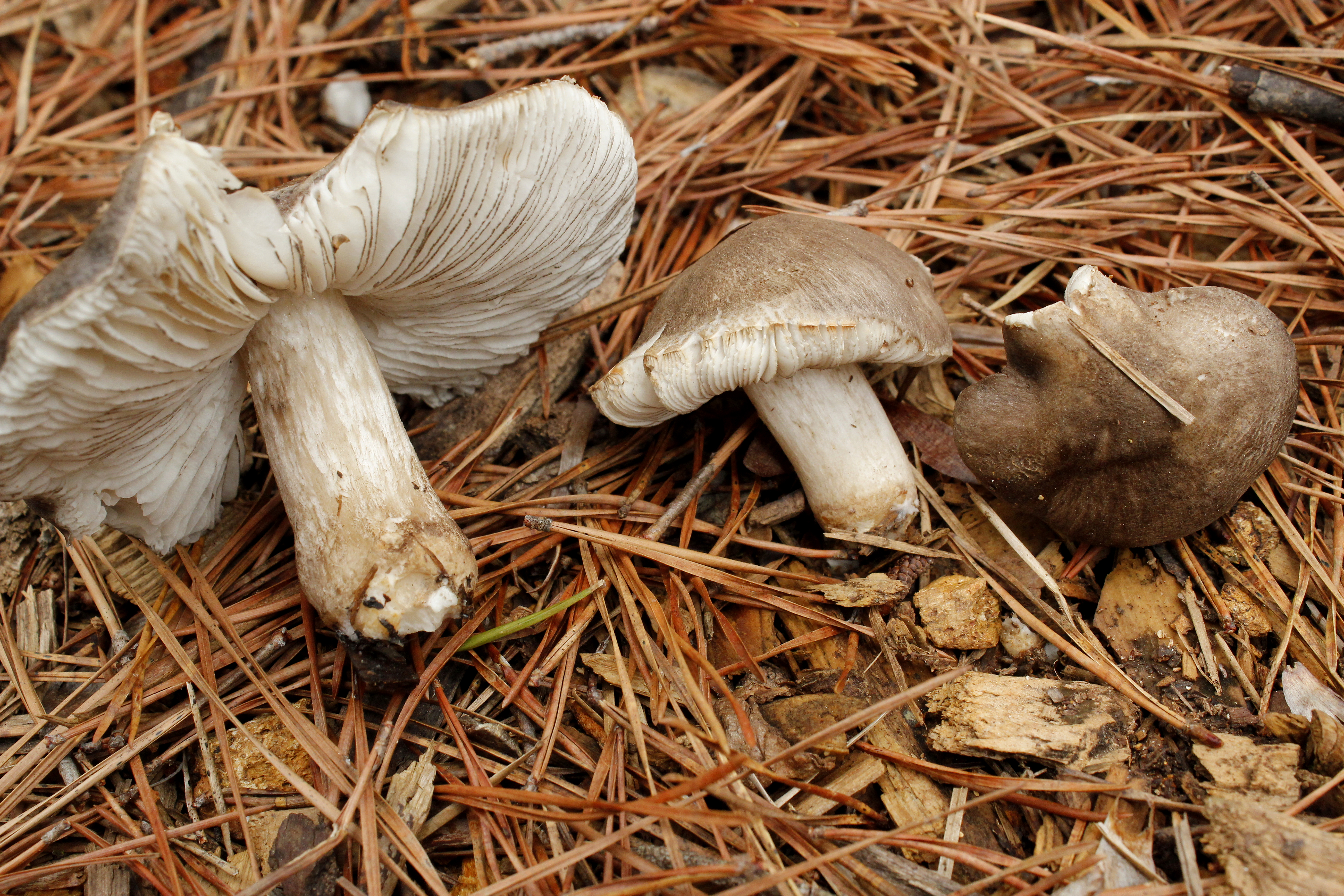
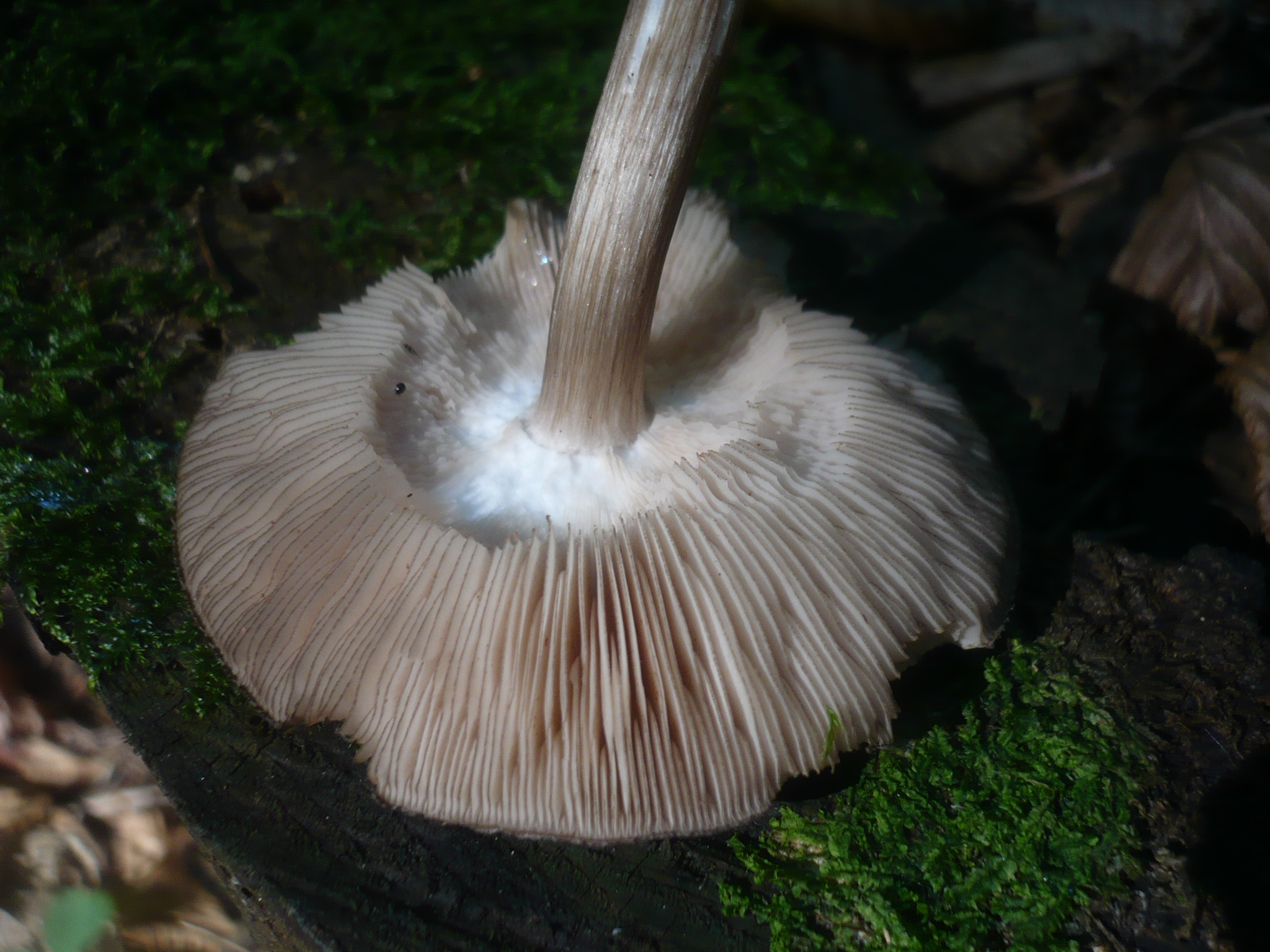
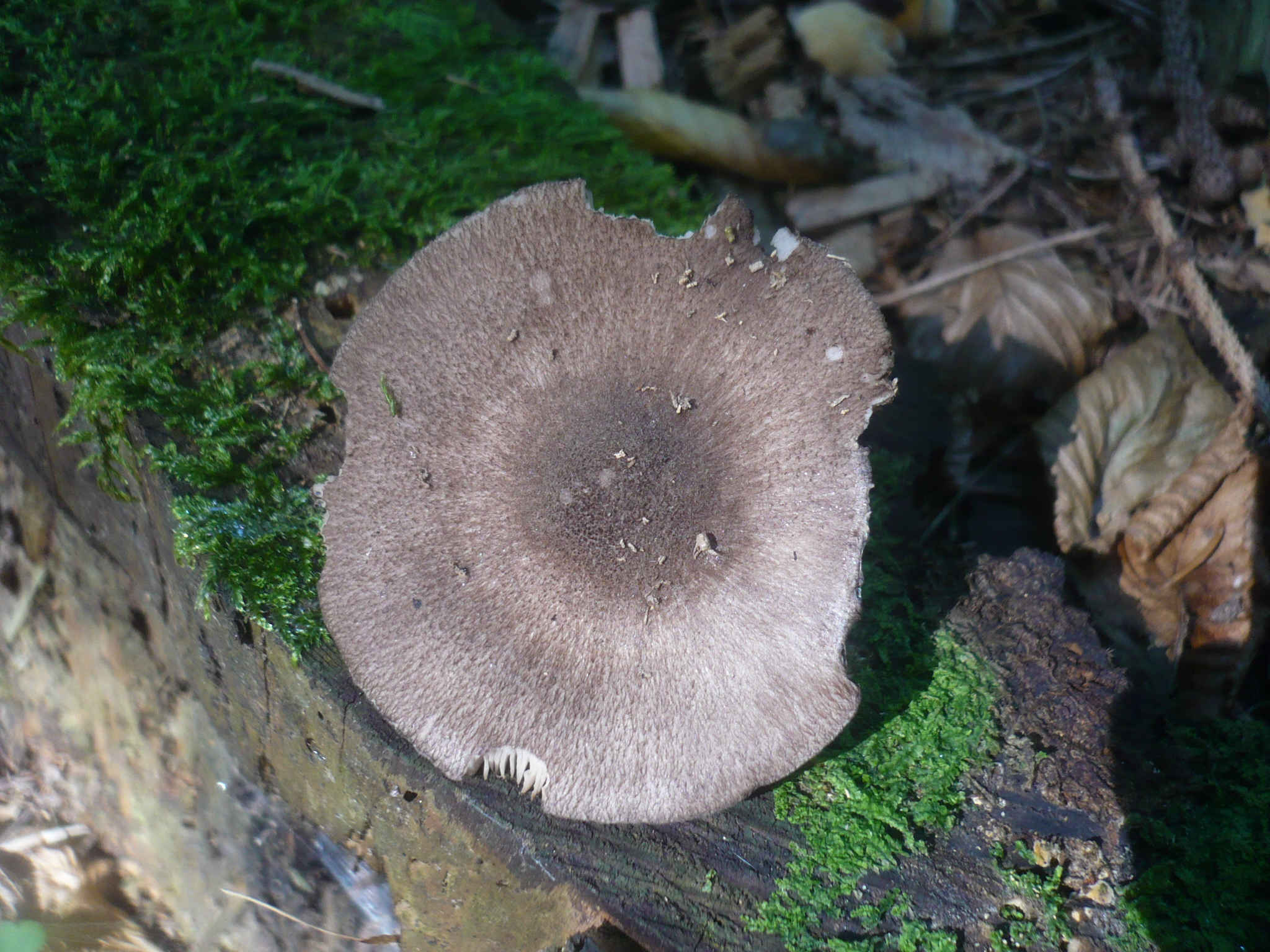